# Zirconolita
La zirconolita és un mineral de la classe dels òxids.

## Característiques
La zirconolita és un òxid de fórmula química CaZrTi₂O₇. És un òxid complex de zirconi i titani amb tres politips coneguts: 2M, 3O i 3T. La seva duresa a l'escala de Mohs és 5,5, i cristal·litza en el sistema ortoròmbic. És un mineral relacionat amb la laachita.
Segons la classificació de Nickel-Strunz, la zirconolita pertany a «04.DH: Òxids amb proporció Metall:Oxigen = 1:2 i similars, amb cations grans (+- mida mitjana); plans que comparteixen costats d'octàedres» juntament amb els següents minerals: brannerita, ortobrannerita, thorutita, kassita, lucasita-(Ce), bariomicrolita, bariopiroclor, betafita, bismutomicrolita, calciobetafita, ceriopiroclor, cesstibtantita, jixianita, hidropiroclor, natrobistantita, plumbopiroclor, plumbomicrolita, plumbobetafita, estibiomicrolita, estronciopiroclor, estanomicrolita, estibiobetafita, uranpiroclor, itrobetafita, itropiroclor, fluornatromicrolita, bismutopiroclor, hidrokenoelsmoreïta, bismutostibiconita, oxiplumboromeïta, monimolita, cuproromeïta, stetefeldtita, estibiconita, rosiaïta, liandratita, petscheckita, ingersonita i pittongita.

## Formació i jaciments
Va ser descoberta al massís d'Afrikanda, a la Península de Kola, óblast de Múrmansk (Rússia). Ha estat descrita en més d'un centenars de jaciments més distribuïts arreu del planeta.